# Norbert Höveler

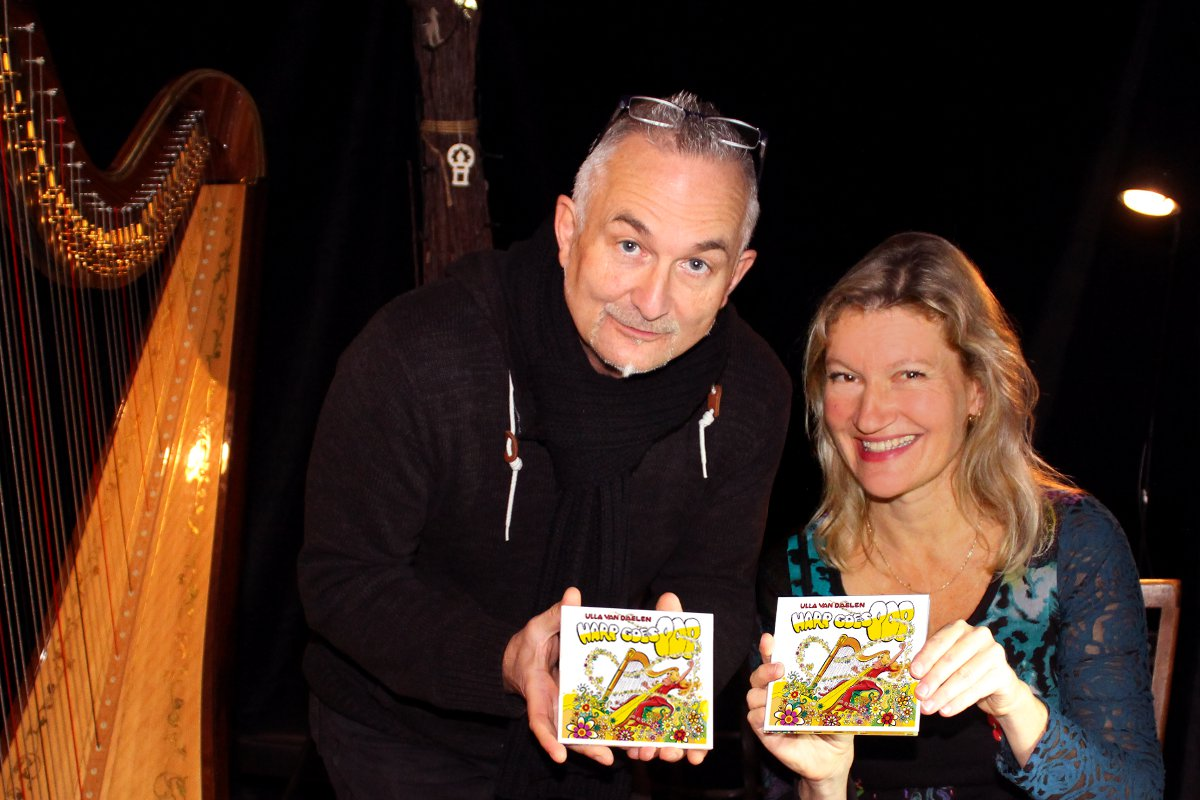
Norbert Höveler 2015
in Grefrath mit Ulla van Daelen

Norbert Höveler (* 1958 in Düsseldorf) ist ein deutscher Cartoonist und Comiczeichner.
Höveler studierte Visuelle Kommunikation an der Fachhochschule Düsseldorf. Er lebt seitdem als selbständiger Illustrator, Zeichner und Zeichenlehrer in seiner Heimatstadt und arbeitet unter anderem für die Werbung der Lebensmittelindustrie sowie für zahlreiche Zeitungen und Zeitschriften. Daneben gestaltet er eigene Werke.

## Werke

### Eigene Veröffentlichungen (Auswahl)
- 1995: Der trojanische Kabeljau. Gators Sammelband Teil 1. H & H, Düsseldorf.
- 1997: Beutezug im Aquazoo. Gators Sammelband Teil 2. H & H, Düsseldorf, ISBN 978-3-931957-01-8.
- 2007: NM2 und die gestohlene Inkamaske. Mit Ben Faridi. Verlag an der Ruhr, Mülheim, ISBN 3-8346-0274-4.
- 2008: Familie Pilgrim: auf den Spuren des Heiligen Arnold Janssen. Bachem-Verlag, Köln, ISBN 978-3-7616-2267-4.
- 2008: Familie Pilgrim: in de voetsporen van de heilige Arnold Janssen. Bachem-Verlag, Köln, ISBN 978-3-7616-2269-8.
- 2014: Englisch-Grundwortschatz – Übungen für die Freiarbeit. Mit Ricarda Dransmann, Svenja Sölter. Verlag an der Ruhr, Mülheim, ISBN 978-3-8346-2607-3.

### Mitwirkungen (Auswahl)
- 2015: Harp goes Pop. Musik-CD – Booklet-Gestaltung für Ulla van Daelen (Van Daelen Music, Köln).

## Einzelnachweis
1. ↑  
Norbert Höveler. Kurzporträt. Kulturamt, abgerufen am 5. März 2017.

| Personendaten    | Personendaten                          |
| ---------------- | -------------------------------------- |
| NAME             | Höveler, Norbert                       |
| KURZBESCHREIBUNG | deutscher Cartoonist und Comiczeichner |
| GEBURTSDATUM     | 1958                                   |
| GEBURTSORT       | Düsseldorf                             |